# نيكول باشينيان
نيكول باشينيان (بالأرمنية: Նիկոլ Փաշինյան)‏ ولد في 1 حزيران/يونيو 1975م، هو صحفي ومحرر سابق وسياسي أرمني يُعرف باعتباره أكبر الخصوم لحكم الحزب الجمهوري. شغل منصب رئيس وزراء أرمينيا منذ 8 مايو 2018 حتى استقالته في 25 أبريل 2021.
كان رئيس تحرير جريدة أرمينيا اليومية الليبرالية الأكثر مبيعا حينها، كما شغل منصب محرر في صحيفة هياكاكان زاماناك التي كانت تنتقد حكومات كل من روبرت كوتشاريان وسيرج سركسيان. شغل فيما بعد منصب رئيس تحرير يومية الآرمن منذ عام 1999. ساهم باشينيان بشكل كبير وبارز في خطابات الحركات المختلفة التي عارضت حكومة الرئيس السابق روبرت كوتشاريان ورئيس مجلس الوزراء سيرج سركسيان الذي تقول المعارضة إنه حصل على المنصب بطريقة غير شرعية.
في عام 2000 أُدين رئيس تحرير هياكاكان زاماناك بتهمة التشهير والقذف ضد مختلف الناس. أما باشينيان فلم يُدان بشيء فتوجه لدعم ليفون تير-بيتروسيان في الانتخابات الرئاسية الأرمنية 2008، ثم ذهب إلى الاختباء بعد وقت قصير بسبب الاضطرابات التي شهدتها البلاد بعد الانتخابات؛ وكان مطلوبا من قبل الشرطة في مزاعم القتل الجماعي. في حزيران/يونيو 2009 خرج نيكول من مخبئه وسلَّم نفسه إلى الشرطة، وأُطلق سراحه بعد عفو حصل عليه العديد من السجناء السياسيين في أيار/مايو 2011 بعد أن قضى ما يقرب من عامين كسجين.
كان نيكول عضوا بارزا في مؤتمر الأرمن الوطني، ثم شارك في حركة معارضة بقيادة الرئيس السابق ليفون تير-بيتروسيان. في 6 أيار/مايو 2012 انتخب عضوا في الجمعية الوطنية في أرمينيا.
كان زعيم الاحتجاجات الأرمنية التي أجبرت رئيس الوزراء سيرج سركسيان وحكومته إلى الاستقالة. في 1 أيار/مايو 2018 فشل باشينيان في الحصول على ثقة البرلمان ليصبح رئيس الوزراء.

## الاختباء
توارى باشينيان عن الأنظار بعد أحداث 1 آذار/مارس 2008 جنبا إلى جنب مع سبعة آخرين، فكان مطلوبا من قبل الحكومة الأرمنية بتهمة «ارتكاب جرائم مع سبق الإصرار والترصد والقيام بإجراءات تهدف إلى الاستيلاء على سلطة الدولة بالقوة ثم تنظيم اضطرابات واحتجاجات تسببت في قتل البعض في العاصمة يريفان.»
في مقابلة له مع إذاعة أوروبا الحرة بتاريخ 16 أكتوبر 2008، أصرَّ باشينيان على أن أرمينيا لن تُصبح ديمقراطية إلا بفضل «الثورة» فهي السبيل الوحيد لإحداث التغيير ما لم يُثبت الرئيس سركسيان العكس. كما أكد على أن محققي الحكومة يتسترون على مرتكبي جرائم تسببت في وفاة 8 مواطنين في 1 مارس وادَّعى حينها أن الرئيس السابق روبرت كوتشاريان ورئيس الوزراء السابق أيضا سيرج سركسيان هم السبب.
في مقابلة مع قناة محلية في كانون الأول/ديسمبر 2015؛ ذكر نيكول باشينيان أنه لم يغادر جمهورية أرمينيا خلال الفترة التي قضاها مختبئا، وأنه قضى معظم وقته فارا في يريفان، كما اتهم جهاز الأمن الوطني ووصف ما قام به «بالعار».

## الاعتقال والإفراج
في 1 يوليو 2009 خرج باشينيان من مخبئه وسلم نفسه إلى الشرطة الأرمنية بعد العفو العام الذي أعلنته السلطات الأرمينية في 19 يونيو على شخصيات المعارضة، لكن سرعان ما تم اعتقاله مجددا.
كان باشينيان واحدا من العديد من نشطاء المعارضة الذين أُطلق سراحهم بعد العفو الذي تم إقراره من قبل الجمعية الوطنية في أرمينيا في أواخر أيار/مايو 2011 أي خلال الفترة الممتدة لالحتجاجات المناهضة للحكومة. وتحدث نيكول في مؤتمر الأرمن الوطني حيث دعا إلى إجراء انتخابات مبكرة وقال إنها الوسيلة الوحيدة الممكنة لاستعادة ثقة الأرمن في الحكومة.

## محاولات الاغتيال
في 22 تشرين الثاني 2004 على الساعة 8:40 مساء؛ انفجرت سيارة دفع رباعي خارج مقر صحيفة هياكاكان زاماناك في وسط مدينة يريفان ثم اشتعلت والتهبت بالنيران؛ وقد نجا باشينيان من الحادث عن طريق الصدفة لا غير؛ بعدما تأخر في البقاء داخل مكتب الجريدة، فخلال الأشهر الثلاثة الماضية كان من المعتاد إنهاء العمل في تمام الساعة الثامنة والنصف لكن يوم الهجوم تأخر المحررون حتى الساعة التاسعة بسبب عملهم لفترة أطول من المعتاد. دمَّر الحريق السيارة بالكامل بما في ذلك مقعد السائق. بعد بدء التحقيق؛ خلصت الشرطة بطريقة غير معتادة وسريعة للغاية إلى أن الحريق كان بسبب «انهيار بطارية السيارة» وبالتالي ضحدت كل المزاعم التي أكدت على أن الهجوم كان يستهدف نيكول باشينيان.
قال باشينيان إن الانفجار كان محاولة اغتيال مهندسة من قبل رجال أعمال أثرياء على رأسهم غاجيك تساروكيان بسبب غضبه من حديث الصحيفة عنه في قصة ذكرت كيف كانت شركته تقوم بقطع الأشجار بطريقة غير قانونية لبناء فيلا في منتجع فاخر.

## منظمة العقد المدني
في 9 ديسمبر 2013، شكل باشينيان مع ستة آخرين من السياسيين والناشطين منظمة جديدة تحت اسم العقد المدني. أعضاء مجلس العقد المدني قالوا أنهم سيسعون إلى استقالة سيرج سركسيان، وذكر باشينيان أن المنظمة ستشارك في القادم من الانتخابات البرلمانية.

## دوره في الاحتجاجات الأرمينية 2018

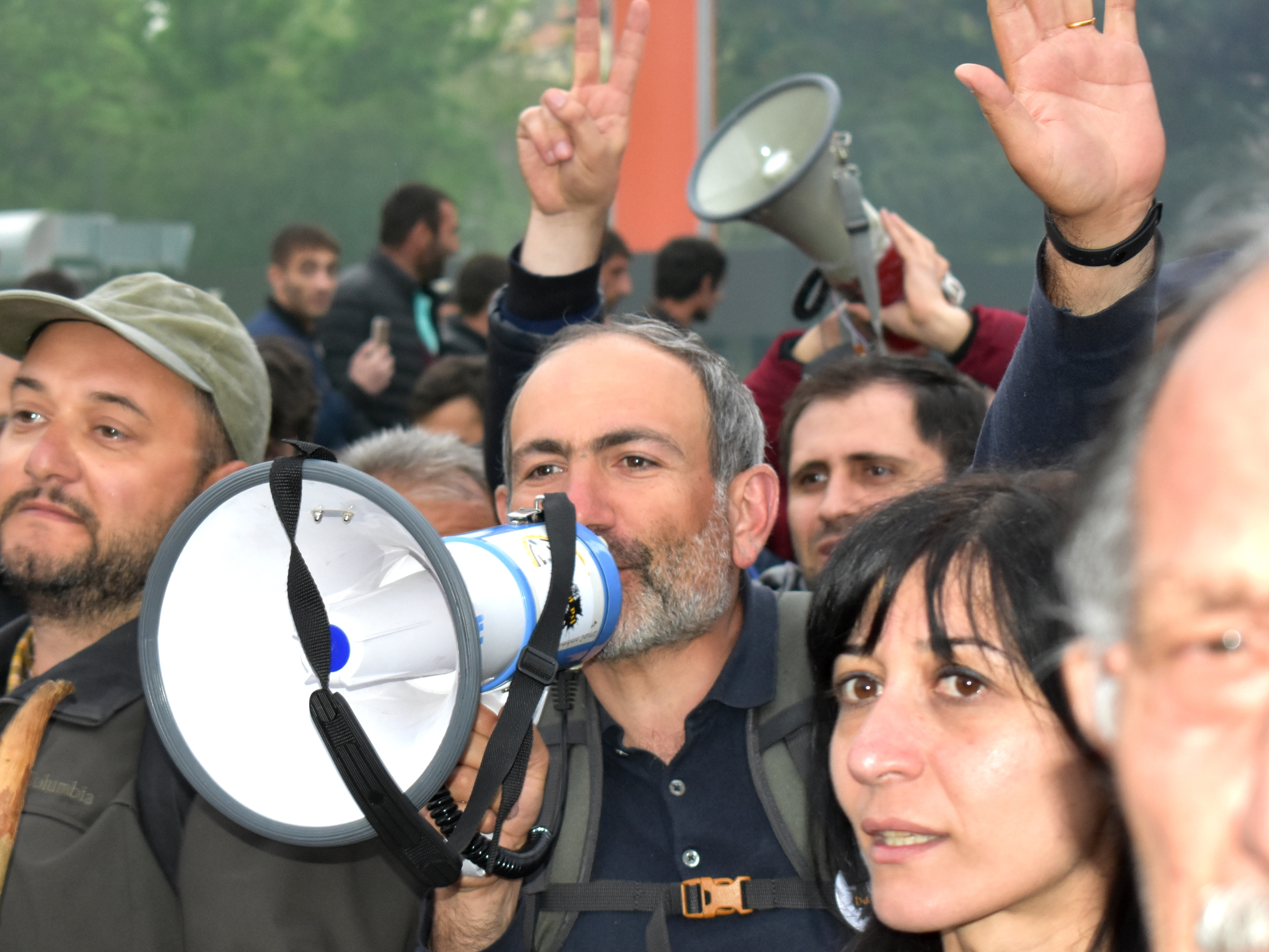
باشينيان في 13 أبريل 2018 في ساحة الحرية بيريفان.

نظمت مختلف الأحزاب السياسية والجماعات المدنية بقيادة النائب نيكول باشينيان (رئيس حزب العقد المدني) احتجاجات مناهضة للحكومة في أرمينيا وذلك خلال عام 2018. الاحتجاجات والمسيرات جابت مختلف أنحاء البلاد وطالبت باستقالة سيرج سركسيان باعتباره أقوى شخصية في حكومة جمهورية أرمينيا. في 23 أبريل من نفس العام قدم سيرج سركسيان استقالته وبالتالي استقالة حكومته. تم تعيين كارين كارابيتيان النائب الأول لرئيس مجلس الوزراء للقيام بأعمال رئيس الوزراء. في 25 أبريل ذكر حلفاء باشينيان أن نيكول يعتزم أن يصبح رئيسا للوزراء حتى إجراء انتخابات جديدة في الجمعية الوطنية وذلك بسبب أنه «المختار من قبل الشعب». في 1 مايو فشل البرلمان في تعيين باشينيان الذي كان المرشح الوحيد، حيث أن جميع ممثلي الحزب الجمهوري باستثناء فيليكس تسولاكاين صوتوا ضده.

## روابط خارجية
- نيكول باشينيان على موقع IMDb (الإنجليزية)
- نيكول باشينيان على موقع مونزينجر (الألمانية)
- نيكول باشينيان على موقع كينوبويسك (الروسية)